# Belmontet
Belmontet là một xã thuộc tỉnh Lot trong vùng Occitanie phía tây nam nước Pháp. Xã này nằm ở khu vực có độ cao trung bình 194 mét trên mực nước biển.
Sông Séoune chảy theo hướng tây nam qua xã và tạo thành ranh giới phía tây nam.